# Căutătorii de aur din Arkansas
Căutătorii de aur din Arkansas (titlul original: în germană Die Goldsucher von Arkansas) este un film western, coproducție franco–italo–vest-german, realizat în 1964 de regizorul Paul Martin, 
după romanul Die Regulatoren von Arkansas al scriitorului Friedrich Gerstäcker, protagoniști fiind actorii Brad Harris, Horst Frank, Ralf Wolter și Mario Adorf. 

## Rezumat
Într-un bar din Marble City, un indian bea un whisky și plătește cu o pungă de pepite de aur. Acest lucru atrage, desigur, atenția celorlalți mușterii: de unde vine aurul? Din păcate, indianul este ucis înainte de a-și putea dezvălui sursa. Hoardele de căutători de aur năvălesc în oraș, inclusiv jucătorul dubios Matt Ellis, care profită de ocazie și deschide un salon.
Cei doi reprezentanți ai legii Phil Stone și Pat McCormick trebuie să lupte nu numai cu căutătorii de aur și Ellis, ci și cu indienii Cherokee. Se crede că aurul se află pe teritoriul lor, iar tribul începe să se apere împotriva atacului oamenilor lacomi.

## Distribuție
- Brad Harris – Phil Stone
- Horst Frank – Dan McCormick
- Ralf Wolter – Tim Fletcher
- Mario Adorf – Matt Ellis
- Marianne Hoppe – Mrs. Brendel
- Dieter Borsche – Pastor Benson
- Thomas Alder – Erik Brendel
- Josef Egger – Fishbury
- Dorothee Parker – Jane Brendel
- Olga Schoberová – Mary Brendel
- Philippe Lemaire – Jim Donovan
- Fulvia Franco – Ilona
- Bruno Carotenuto – Lopez